# Cremastus convexus
Cremastus convexus är en stekelart som beskrevs av Dasch 1979. Cremastus convexus ingår i släktet Cremastus och familjen brokparasitsteklar. Inga underarter finns listade i Catalogue of Life.